# Klaus Winter (botanicus)
Klaus Winter (1949) is een Duits botanicus.

## Levensloop
Klaus Winter behaalde in 1972 zijn staatsexamen in de biologie en de chemie aan de TU Darmstadt in Darmstadt. In 1975 promoveerde hij in de botanie aan deze universiteit. In 1983 behaalde hij zijn habilitatie aan de Universiteit van Würzburg.
Tussen 1975 en 1977 was Winter wetenschappelijk medewerker op de afdeling botanie van de TU Darmstadt. Zijn positie werd gefinancierd vanuit de Deutsche Forschungsgemeinschaft (DFG). Tussen 1977 en 1979 was hij als postdoc werkzaam bij de Australian National University. In 1980 had hij een functie als postdoc bij de Universiteit van Wisconsin-Madison. Tussen 1981 en 1983 was hij namens de DFG voor onderzoek voor het behalen van zijn habilitatie verbonden aan de Universiteit van Würzburg. Tussen 1983 en 1985 was hij namens de DFG als Heisenberg Fellow aan deze universiteit verbonden. Tussen 1985 en 1991 was hij als hoogleraar aan de Universität Würzburg verbonden. Tussen 1991 en 1998 was hij stafwetenschapper van het Smithsonian Tropical Research Institute in Panama. Vanaf 1998 is hij als senior- stafwetenschapper aan het Smithsonian Tropical Research Institute verbonden.
Winter doet onderzoek naar de adaptatie en het acclimatiseren van het fotosynthese-apparaat aan milieugebonden stress. Hij richt zich hierbij op de ecologie, fysiologie, biochemie en evolutiebiologie van succulenten met 'crassulacean acid metabolism' (CAM). Verder richt hij zich op onderzoek naar de afremming van de fotosynthese door een overschot aan licht en mechanismen die bescherming bieden tegen een overschot aan licht. Andere onderzoeksterreinen betreffen de relaties van halofyten met koolstof, water en ionen; de regulatie van fosfo-enolpyruvaatcarboxylase, C4-fotosynthese; de inhoud van stabiele isotopen van koolstof in planten; de ecofysiologie van tropische planten van open plekken en ondergroei, bomen, epifyten en de reacties van tropische planten op verhoogde concentraties van koolstofdioxide in de lucht.
Winter is (mede)auteur van artikelen in wetenschappelijke tijdschriften als American Journal of Botany, Biochemical Systematics and Ecology, Plant Biology en Proceedings of the National Academy of Sciences.
In 1981 kreeg Winter de Heinz-Maier-Leibnitz Prize voor zijn onderzoek naar fotosynthese. Volgens 'ISIHighlyCited.com' behoort hij tot de meest geciteerde wetenschappers op het gebied van de plant- en dierkunde.